# Orlovača
Orlovača (szerbül: Орловача), falu Bosznia-Hercegovinában, Bosanska krajina területén, Prijedor községben, a Szerb Köztársaságban. 

## Fekvése
Bosznia-Hercegovina északnyugati részén, Banja Lukától légvonalban 42, közúton 53 km-re északnyugatra, községközpontjától légvonalban és közúton 1 km-re délkeletre, 130 – 140 méteres tengerszint feletti magasságban, a Miloševac-patak mentén fekszik. Régen átfolyt rajta az Orlovača-patak is, amely ma már nem érinti a település határát, mivel jóval északabbra, Čirkin Poljénél összefolyik a Miloševaccal. Orlovača ma már lényegében összenőtt a várossal. A határokat a Prijedor - Banja Luka főút (észak), a Dobrljin - Doboj vasút (nyugat) és a Miloševac-patak (dél) képezi. Orlovača ma már jellegzetes, külvárosi jellegű település, ahol sok családi ház található. A településen két kisebb futballpálya, valamint az FK Žitopromet stadionja található. A vasút mellett található a Prijedori gabonasiló is, amely a város panorámáját uralja.

## Népessége
| Nemzetiségi csoport | Népesség 1991 | Népesség 2013 |
| ------------------- | ------------- | ------------- |
| Szerb               | 744           | 2796          |
| Bosnyák             | 184           | 68            |
| Horvát              | 39            | 38            |
| Jugoszláv           | 70            | 4             |
| Egyéb               | 68            | 85            |
| Összesen            | 1105          | 2991          |

## Története
A település 1878-ig tartozott az Oszmán Birodalomhoz, ekkor a berlini kongresszus határozata alapján az Osztrák-Magyar Monarchia része lett. A monarchia szétesésével 1918-ban előbb a Szerb-Horvát-Szlovén Királyság, majd 1929-től a Jugoszláv Királyság része. Jugoszlávia megszállása után a falu a Független Horvát Állam (NDH) része lett. 1945-től a település a szocialista Jugoszlávia része volt. A boszniai háború idején a település a Boszniai Szerb Köztársasághoz tartozott. A daytoni békeszerződést követő területfelosztásnál a település Prijedor község részeként a Szerb Köztársaság területéhez került. 